# Obrioclytus rotundooculatus
Obrioclytus rotundooculatus là một loài bọ cánh cứng trong họ Cerambycidae.